# Integralizm
Integralizm – pogląd głoszący, iż społeczeństwo jest organiczną jednością. Propaguje on również wiarę w konieczność istnienia hierarchii społecznej i kooperacji pomiędzy poszczególnymi klasami. Zazwyczaj opowiada się za korporacjonizmem, jako formą ekonomiczną dla "społeczeństwa organicznego". Często związany z tzw. konserwatyzmem krwi i ziemi, uznający za konieczne kształtowanie instytucji politycznych danego narodu w oparciu o jego historię, kulturę czy nawet środowisko naturalne w miejscu jego zamieszkania. Integralizm zazwyczaj silnie wspiera kościoły narodowe. 
Z ruchem integralistycznym silnie związana jest m.in. Action Française, założona przez Charlesa Maurras'a.
Integralizm często wiąże się z faszyzmem (zwłaszcza w Ameryce Łacińskiej), pomimo tego w wielu kwestiach nie zgadza się z nim (integraliści stawiają m.in. na lokalizm).